# Вяльжис
Вяльжис (лит. Velžys) — деревня в Паневежском районе Литвы, в нескольких километрах к юго-востоку от Паневежиса; административный центр Вяльжиского староства (Velžio seniūnija).

## Положение и общая характеристика
Расположена в верховьях реки Нявежис, в районе устья Юоды. Рядом проходит трасса соединяющая Аникщяй и Паневежис. Функционируют Вяльжисская гимназия, почтовое отделение, медицинский пункт, отделение полиции, банковское отделение, баня, аптека, дом культуры.

## История
Первое упоминание о деревне Вяльжи происходит в 1371 году в хрониках Тевтонских рыцарей.
В 19 — 20 веках Вяльжис был центром уезда. Первая начальная школа открыта в 1909 году.
20 февраля 1895 года в Вяльжисе родился Станислав Кузьминский, польский офицер, энциклопедист.
27 августа 2008 года указом Президента Литовской Республики Валдаса Адамкуса утвержден герб Вяльжи. На гербе расположен символ населённого пункта — рак, откусывающий яблоко с ветки.

## Галерея

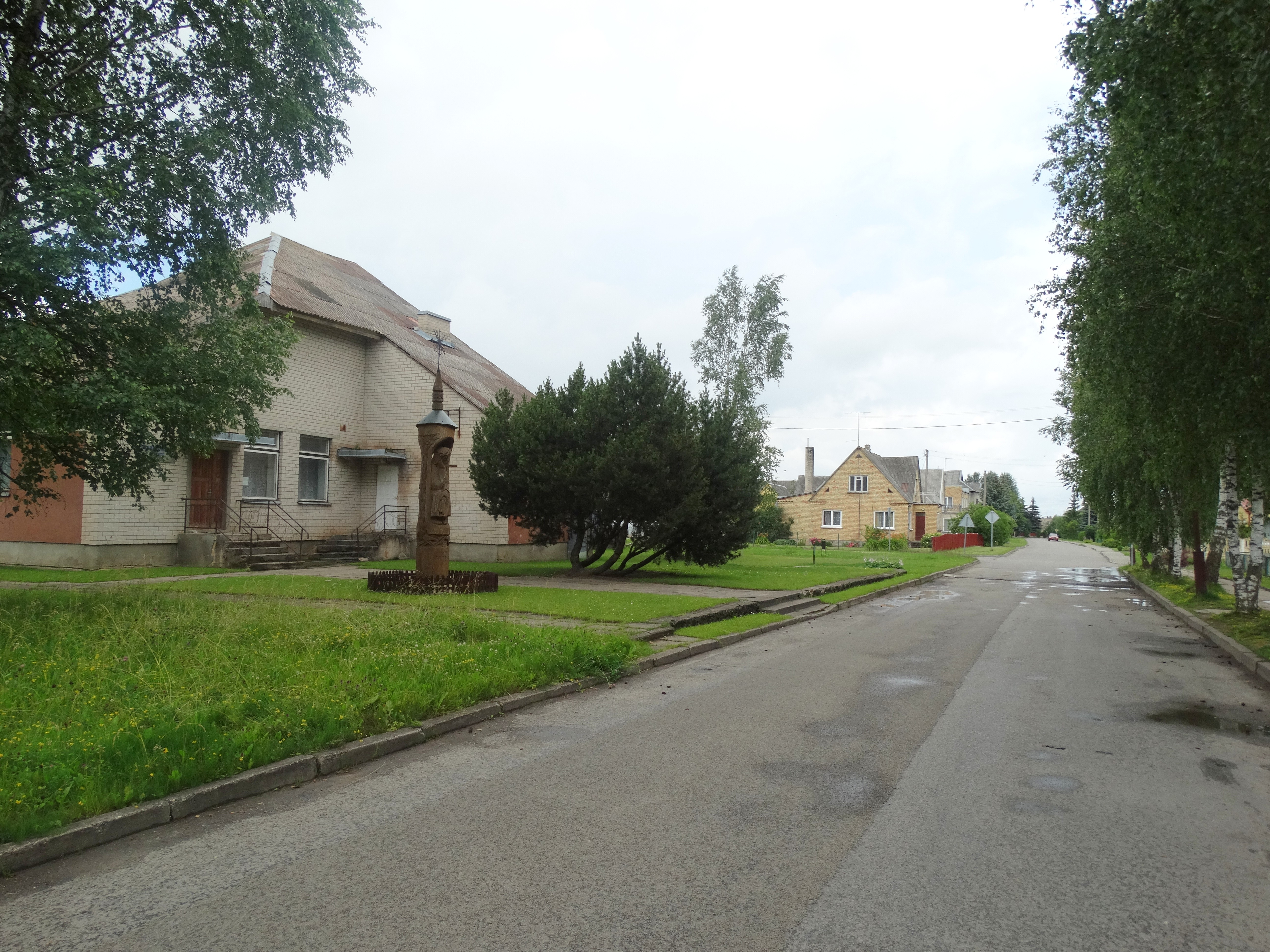
Улица Аланта и приходская часовня
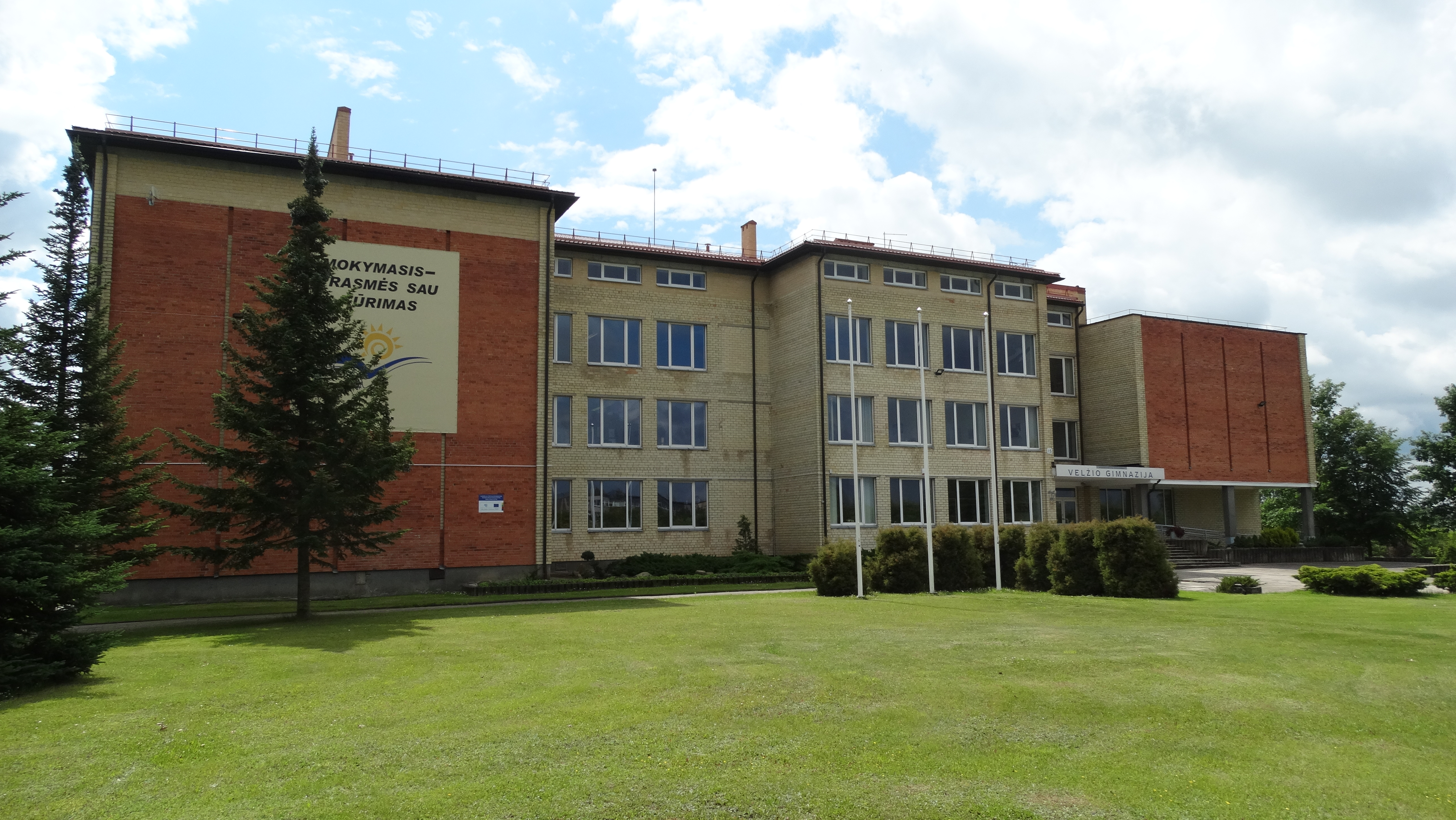
Гимназия